# سكوت براون (لاعب كرة قاعدة)
سكوت براون (بالإنجليزية: Scott Brown)‏ هو لاعب كرة قاعدة أمريكي، ولد في 30 أغسطس 1956 في ديكوينسي في الولايات المتحدة.

## وصلات خارجية
- سكوت براون على موقعبيزبول رفرنس.كوم (الدوري الرئيسي) (الإنجليزية)